# Хачанов Спартак Рудольфович
Спартак Рудольфович Хачанов (нар. 17 вересня 1984, Баку, Азербайджанська РСР) — український сучасний художник вірменського походження, автор резонансної інсталяції «Парад членів».

## Біографія

### Ранні роки
Народився 17 вересня 1984 року у вірменській сім'ї в Баку, Азербайджанська РСР. Виріс у місті Сніжне Донецької області. У 2015 році закінчив Харківське державне художнє училище. Того ж року вступив до Національної академії образотворчого мистецтва і архітектури у Києві.

### Інсталяція «Парад членів» та відрахування
У грудні 2018 року опинився в епіцентрі скандалу, предметом якого стала його дипломна робота «Парад членів». Внаслідок переслідувань та погроз у рамках програми «Artists at Risk» виїхав до Гельсінкі, Фінляндія. На кінець 2018 року, за словами доцента академії та ветерана АТО Володимира Харченка, Спартак завалив декілька екзаменів — в академії розглядали питання його відрахування.
26 грудня 2018 року видання «Заборона» поширило відео, де показано розмову Хачанова та доцента кафедри графічного дизайну НАОМА Володимира Харченка, в якому останній називає роботу студента «хамством» та «знущанням з нашої армії», також звучали вислови, які можна розцінювати як погрози. Того ж дня до навчального закладу прийшли представники організації С14. Хачанову довелося від них ховатися.
Хачанов називає свою інсталяцію «антивоєнною» та «антипутінською» та відмовляється додавати в неї роспізнавальні риси російських чи інших військ. За словами опонентів Спартака, він спочатку казав що, ця інсталяція навіяна конфліктом на Донбасі, де сторони міряються фалосами, крім того Хачанов і раніше відізнявся антиукраїнськими епатажними інсталяціями, наприклад, «вишиванка на салі» та фалоси, прироблені до мінаретів та церков.
На підтримку Хачанова 30 січня на сайті Українського ПЕН було опубліковано звернення до міністерки науки та освіти Лілії Гриневич з вимогою не допустити відрахування студента Спартака Хачанова. Пізніше заяву видалили, оскільки, за словами тодішнього президента ПЕН Андрія Куркова, вона містила помилку адресації (Національної академії образотворчого мистецтва і архітектури підпорядковується не Міністерству освіти, а міністерству культури). Ця заява викликала розкол поміж членів ПЕН, а також стала причиною виходу поета Івана Малковича та перекладача Максима Стріхи з ПЕН-центру.
Олександр Ройтбурд також висловився на захист студента, оскільки патріотичні організації, наприклад, С14 не повинні вирішувати кому навчатися на художника.

### Переїзд у Хельсінкі
Невдовзі після подій Спартак Хачанов отримав запрошення переїхати у Фінляндію за програмою «Artists at Risk», мета якої допомогти митцям, що зазнають переслідувань в своїй країні. На даний момент проживає з дружиною в місті Гельсінкі.

## Творча діяльність
| Рік  | Виставки та конкурси | Місце проведення                         |
| ---- | --- | ---------------------------------------- |
| 2014 | Учасник міжнародного конкурсу на створення пам'ятник до століття геноциду Вірменії, храм с «Surb Harutyun», організатори вірменської громади | Харків, Україна                          |
| 2015 | Учасник виставки «Один з 1,5 мільйона», присвяченої Геноциду вірмен, галерея «Бузок»                                                         | Харків, Україна                          |
| 2017 | Учасник Карпатського міжнародного мистецького фестивалю «КАРПАТСЬКИЙ ПРОСТОР-2017»                                                           | Івано-Франківськ, Україна                |
| 2017 | Учасник виставки Трієнале «Скульптура 2017»                                                                                                  | Київ, Україна                            |
| 2017 | Учасник виставки на премії імені Анатолія Криволапа                                                                                          | Київська фортеця, Київ                   |
| 2018 | Виставка студентів Національної академії образотворчих мистецтв та Архітектура «Мистецький Арсенал»                                          | Київ, Україна                            |
| 2019 | Учасник фестивалю «Ярмарок мистецтв», в групі художників «HLEBZAWOD»                                                                         | Київ, Україна.                           |
| 2019 | Учасник виставки «Decommunia_tion», «Kunsthalle am Hamburger Platz», куратор Матіас Джуд                                                     | Гамбургер Плац, Берлін, Німеччина        |
| 2019 | Учасник фестивалю медіа і виконавських мистецтв «Робота», куратор Мартін Ноїв                                                                | Ательє Пластилін. Софія, Болгарія        |
| 2019 | Учасник виставок «Велико, але пізно», «Софійська тиждень мистецтва 2019», куратор Воїн Воїнов.                                               | Софія, Болгарія                          |
| 2019 | «Галерея Інкубатор» | Вільнюс, Литва                           |
| 2019 | Персональна виставка «Тріумф смерті» | Uzupis Art, Вільнюс, Литва               |
| 2019 | 2019- HIAP Open Studios / Summer 2019, куратором на літній сезон стала Саара Кархунен.                                                       | Гельсінкі, Фінляндія                     |
| 2019 | Фотопроєкт «Олімпійські ігри», «Myymala». | Гельсінкі, Фінляндія                     |
| 2019 | Фотопроєкт «Олімпійські ігри перезавантаження»                                                                                               | Офіс Комітету Миру, Гельсінкі, Фінляндія |
| 2019 | Персональна виставка «Парад пенісів», «DELFI»                                                                                                | Мальме, Швеція                           |
| 2019 | Учасник виставок «AR-Pavilion Helsinki», «Gallery Rankka», куратори: Івор Стодольський і Маріта Муукконен.                                   | Гельсінкі, Фінляндія                     |
| 2019 | HIAP Open Studios / осінь 2019, куратор осіннього сезону — Марина Валле Норонья                                                              | Гельсінкі, Фінляндія                     |